# Lake Park, Florida
Lake Park är en stad (town) i Palm Beach County, i delstaten Florida, USA. Enligt United States Census Bureau har staden en folkmängd på 8 248 invånare (2011) och en landarea på 5,6 km².